# Тик, Кристиан Фридрих
Кристиан Фридрих Тик (нем. Christian Friedrich Tieck; 14 августа 1776[…], Берлин — 12 мая 1851[…], Берлин) — немецкий скульптор академического классицизма. Наряду со своим учителем Иоганном Готфридом Шадовым был одним из главных представителей берлинской классицистической школы скульптуры начала XIX века, так называемого прусского эллинизма. Специализировался на скульптурных портретах и внёс большой вклад в оформление многих сооружений архитектора Карла Фридриха Шинкеля. Младший брат известного писателя-романтика Людвига Иоганна Тика.

## Биография
Тик происходил из семьи ремесленников. Отец Тика, канатный мастер, был образованным человеком и владел небольшой домашней библиотекой с сочинениями писателей эпохи Просвещения. Родители позаботились о том, чтобы их сыновья Кристиан Фридрих и его старший брат Людвиг, ставший впоследствии известным писателем, обучались во Фридрихсвердерской гимназии (Friedrichswerdersche Gymnasium). Шесть лет Тик учился у скульптора Генриха Беткобера и обучался рисованию в Берлинской академии искусств, которую тогда возглавлял Иоганн Готфрид Шадов. К концу своего ученичества получил медаль за «воспроизведение античной скульптуры». Затем он работал помощников в мастерской Шадова, который многие годы его поддерживал.
Благодаря рекомендации Шадова Тик получил небольшую стипендию для поездки в Италию, но из-за войны с Наполеоном оказался в Париже и поступил в мастерскую Жака-Луи Давида, где копировал древнегреческие и древнеримские образцы.
По рекомендации Вильгельма Гумбольдта в 1801 году Тик оказался в Веймаре, где создал несколько идеализированный бюст Иоганна Вольфганга фон Гёте. В близлежащей Йене Тик познакомился с братьями Шлегелями, дружившими с его братом Людвигом. Зимой 1801 года Тик оказался вновь в Берлине, где успешно выполнил не менее шести заказов на портретные бюсты. Тик отказался от заказа на портрет королевы Луизы, поскольку не хотел соперничать со своим учителем Шадовым, который к этому времени уже создал бюст Луизы и знаменитую скульптурную группу «Принцессы». Вернувшись затем в Веймар, Тик приступил к работе над серией портретов для городского дворца великого герцога Саксен-Веймар-Эйзенахского. В феврале 1803 года у Тика случился короткий страстный роман с успешной замужней на тот момент писательницей Шарлоттой фон Алефельд.
В 1803 году Тик периодически жил в Берлине, побывал в Вене, Мюнхене и, наконец, в Италии. В Риме Тик изучал образцы античной скульптуры, но вскоре стал принимать заказы и изготовил целый ряд портретов, в том числе Александра фон Гумбольдта, недавно вернувшегося из Америки. Весной 1809 года Тик оказался в Швейцарии, где работал над портретом философа Фридриха Шеллинга. В 1811 году Тик вернулся в Рим, где познакомился с берлинским скульптором Кристианом Даниэлем Раухом, вместе с которым по возвращении в Берлин в 1819 году открыл мастерскую и сотрудничал во многих проектах, в частности в создании аллегорических фигур в древнегерманском стиле, или стиле «альтдойч» (нем. Altdeutsch), для Национального памятника освободительных войн в Кройцберге в Берлине.
В 1820 году Тик получил звание профессора прусской академии искусств. Его крупным самостоятельным проектом стало скульптурное оформление Королевского драматического театра на Жандарменмаркт.
С 1846 года Кристиан Фридрих Тик был директором Берлинской академии искусств.
О личной жизни Тика известно мало. Тем не менее, его поздний брак стал скандалом: в семьдесят лет Тик женился на состоятельной двадцатилетней девушке. Один из его кредиторов таким образом надеялся получить свой долг. Брак был вскоре расторгнут, и Тик умер в одиночестве в своём берлинском доме.

## Галерея

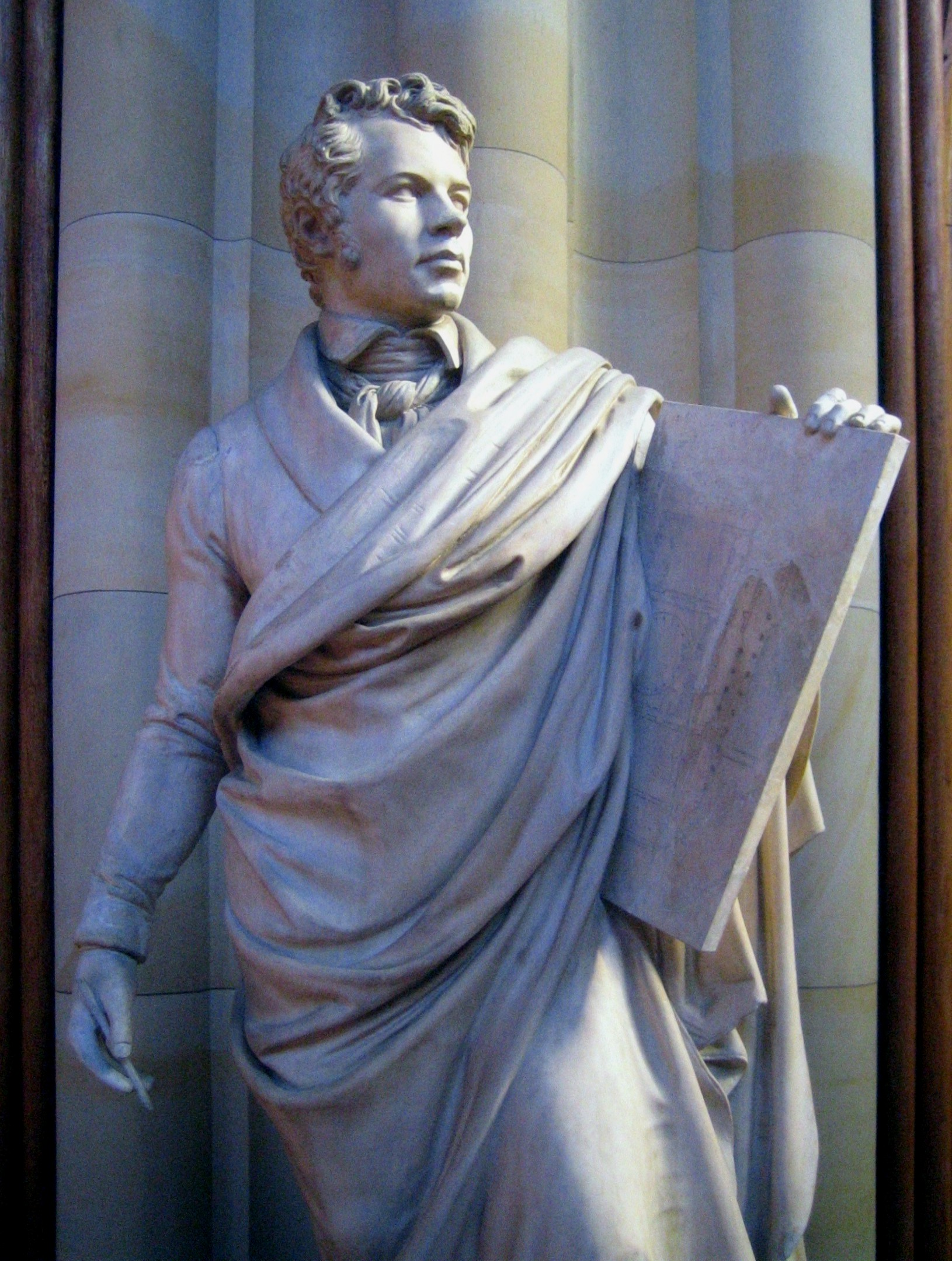
Статуя К. Ф. Шинкеля. Мрамор. Фридрихсвердерская церковь (Музей Шинкеля), Берлин
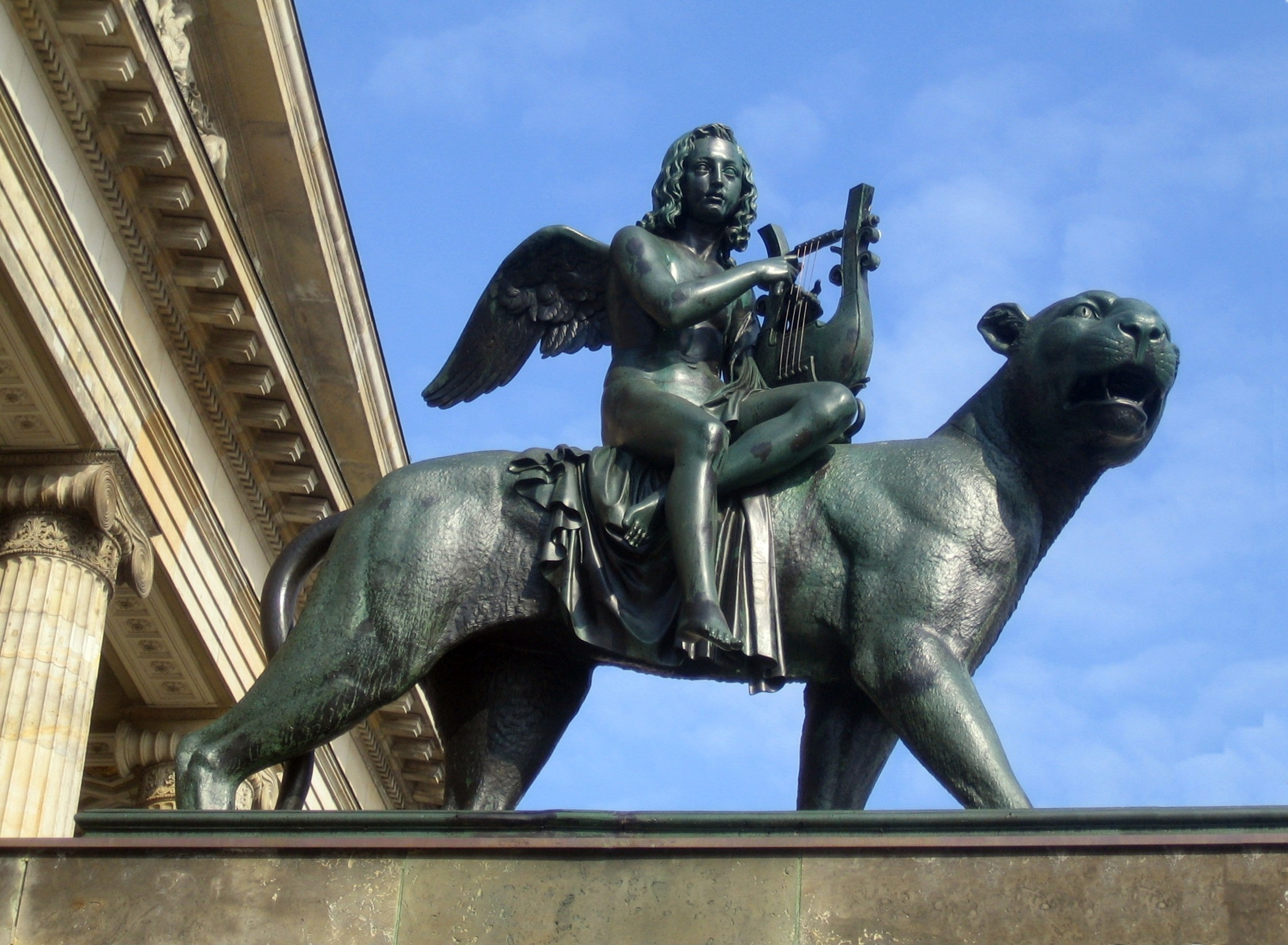
Гений на пантере. Здание  Королевского драматического театра (Ныне Концертный зал). Бронза. Архитектор К. Ф. Шинкель. Берлин
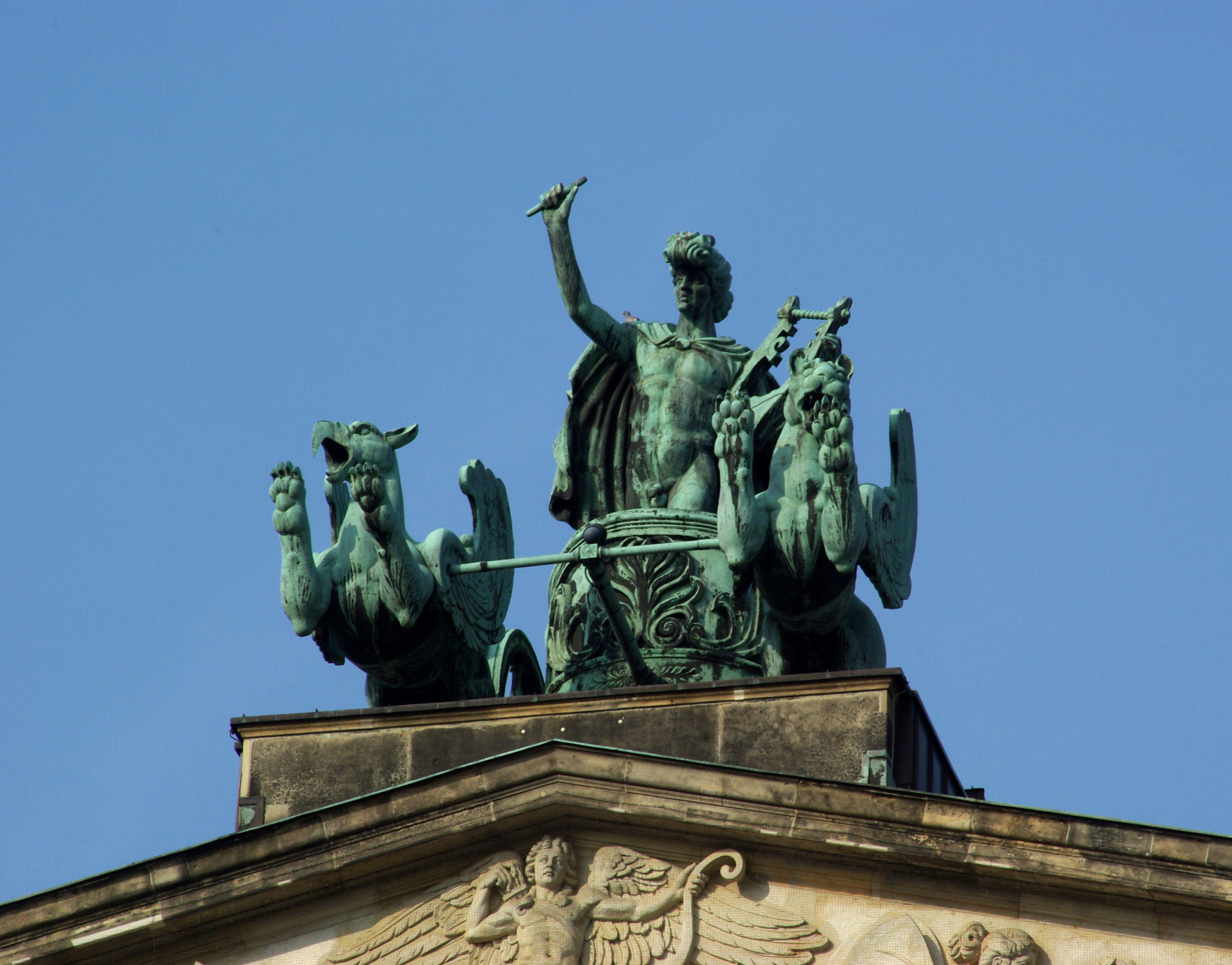
Колесница Аполлона, запряжённая грифонами. Скульптурная группа фронтона здания Драматического театра
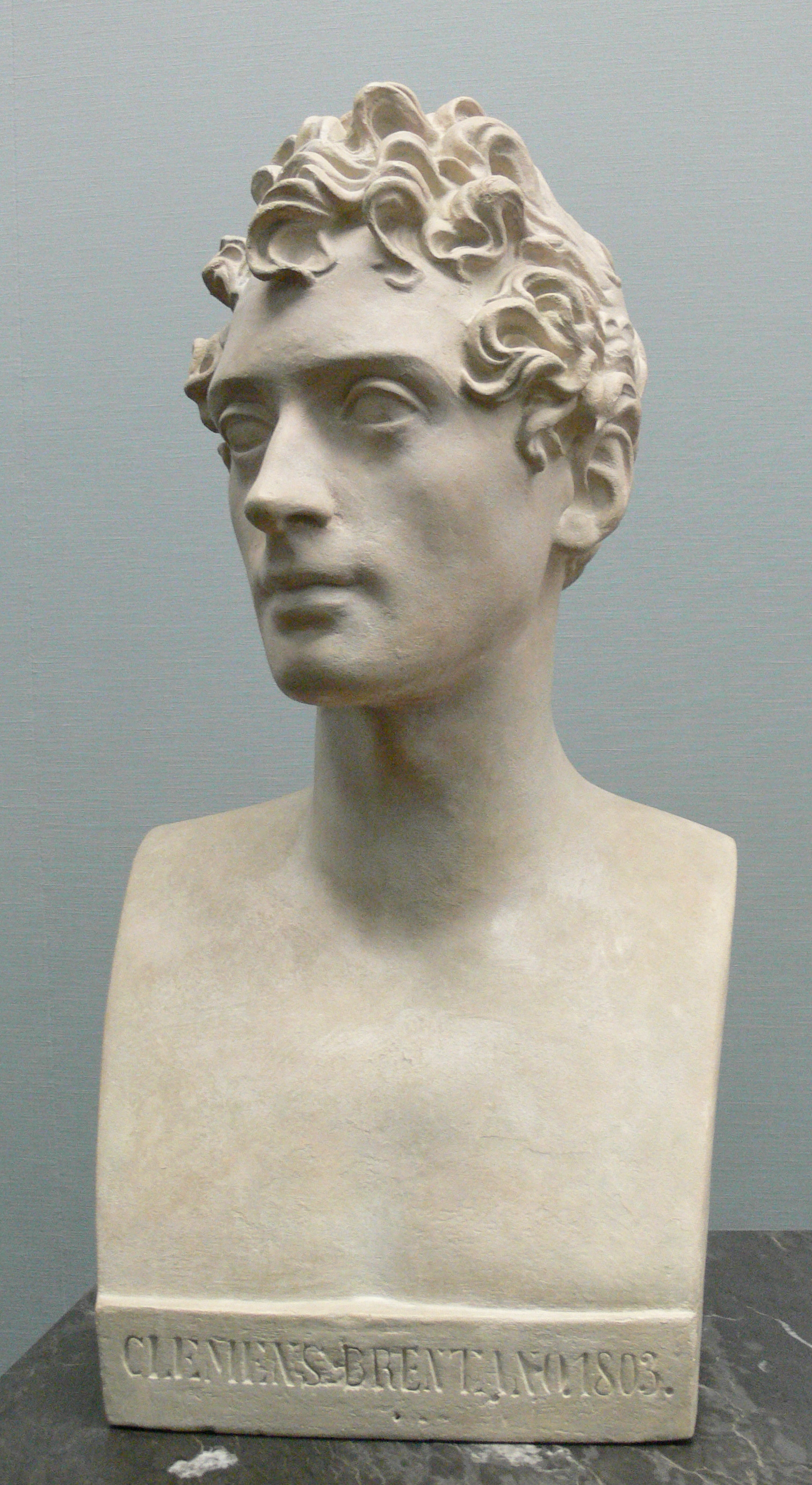
Клеменс Брентано. 1803. Мрамор. Старая национальная галерея, Берлин
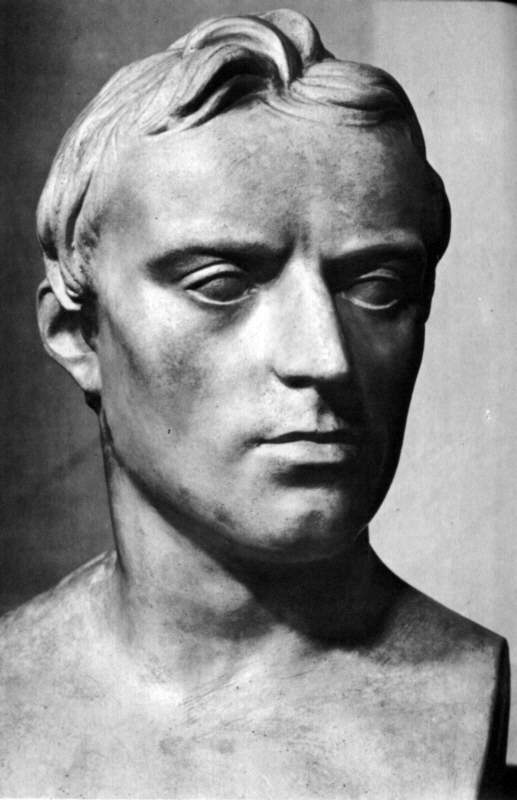
Портрет Фридриха Шиллера. 1802. Мрамор
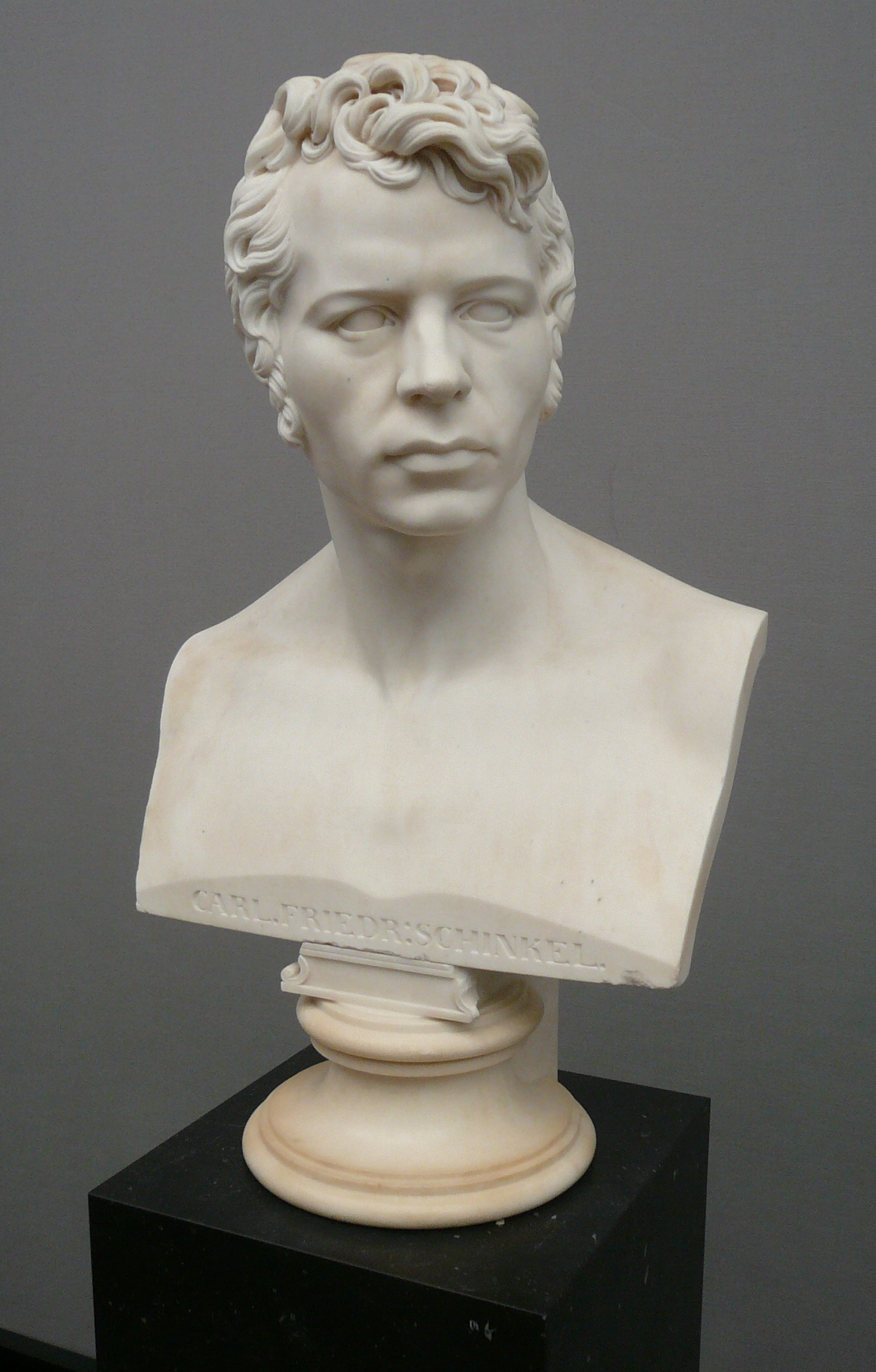
Карл Фридрих Шинкель. 1819. Мрамор. Старая национальная галерея, Берлин
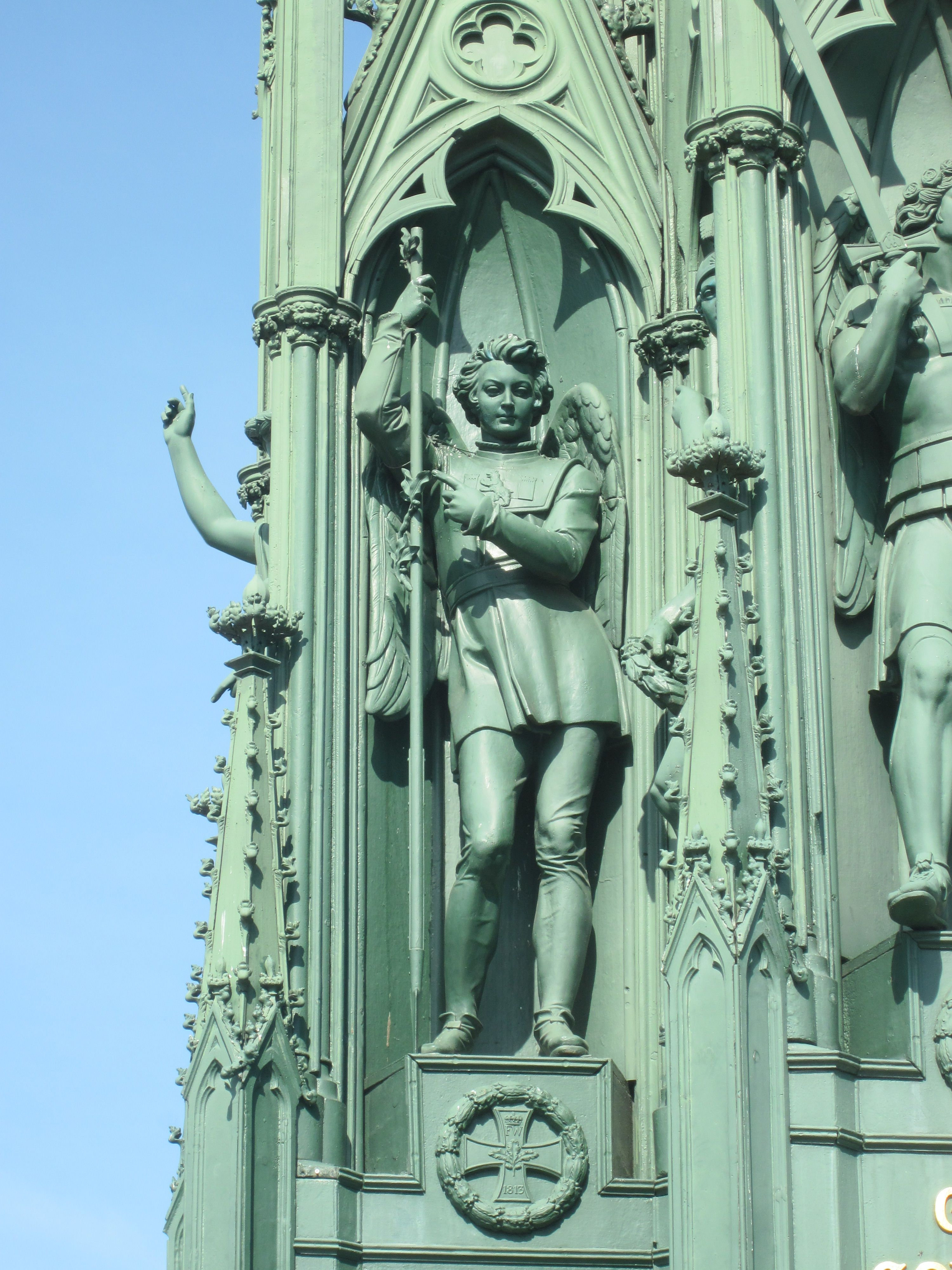
Гений битвы при Гросберене. Национальный памятник освободительных войн. Кройцберг, Берлин
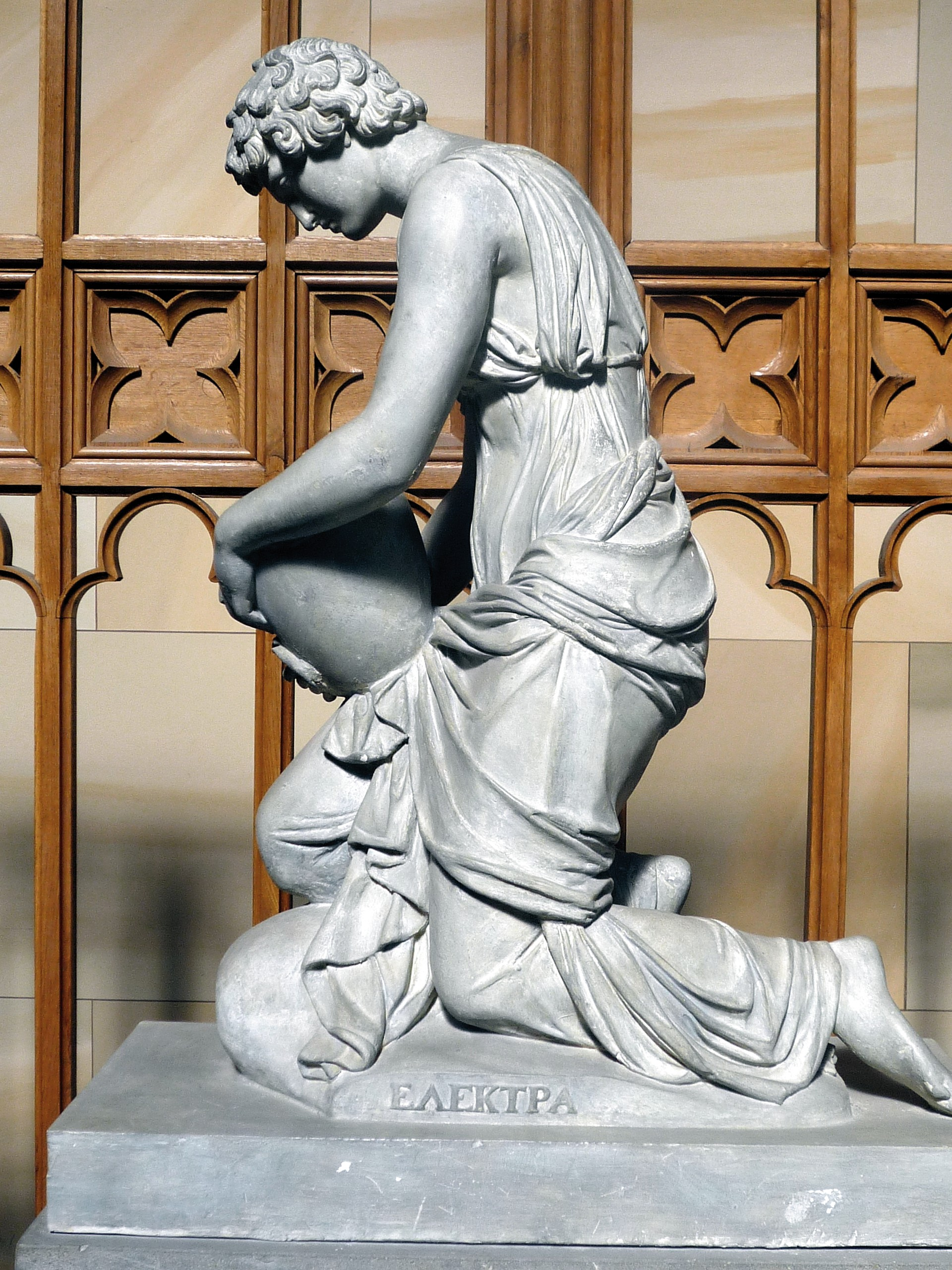
Электра. 1824. Мрамор. Фридрихсвердерская церковь (Музей Шинкеля), Берлин
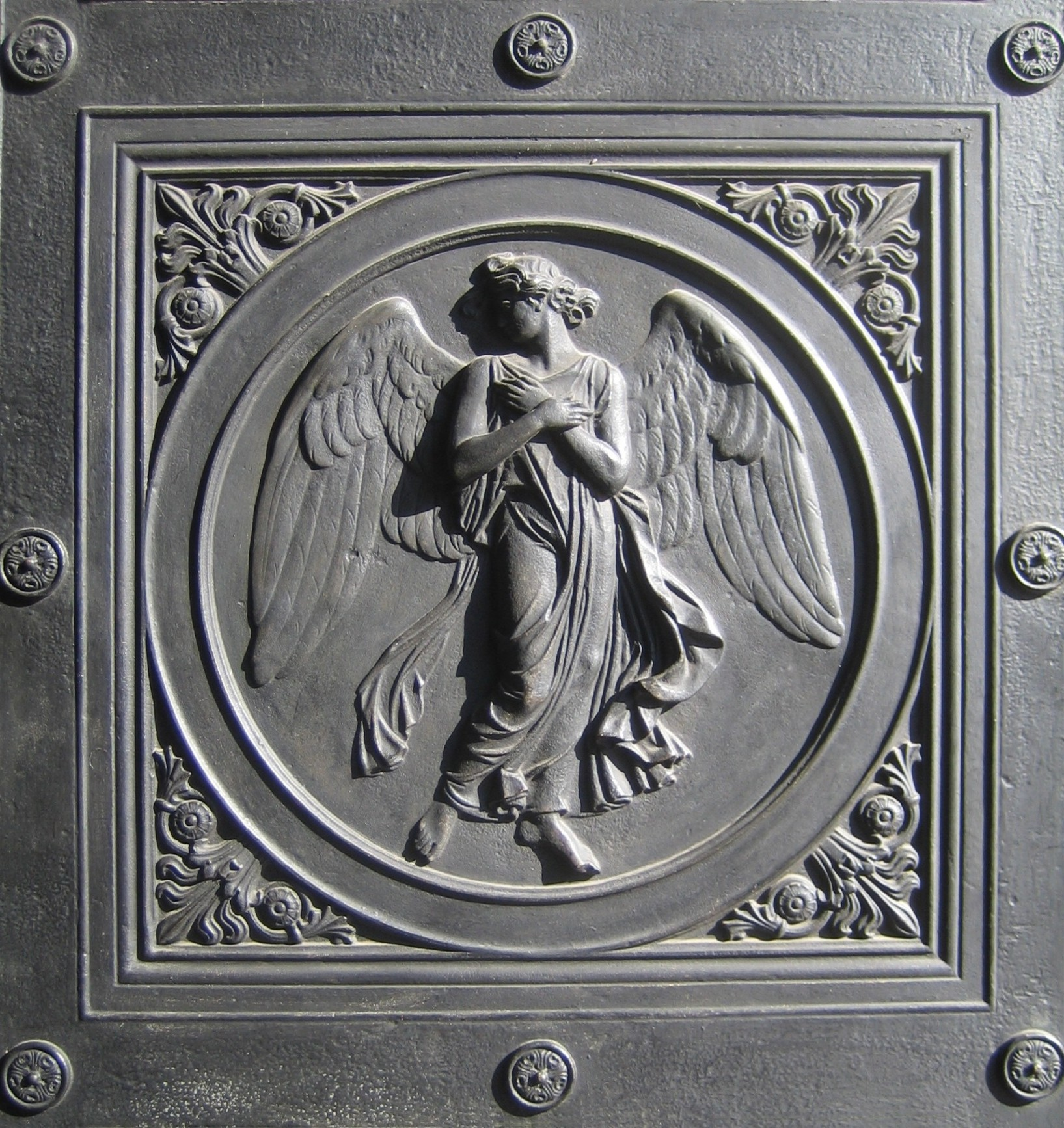
Ангел. Ок. 1830. Рельеф дверей Фридрихсвердерской церкви, Берлин
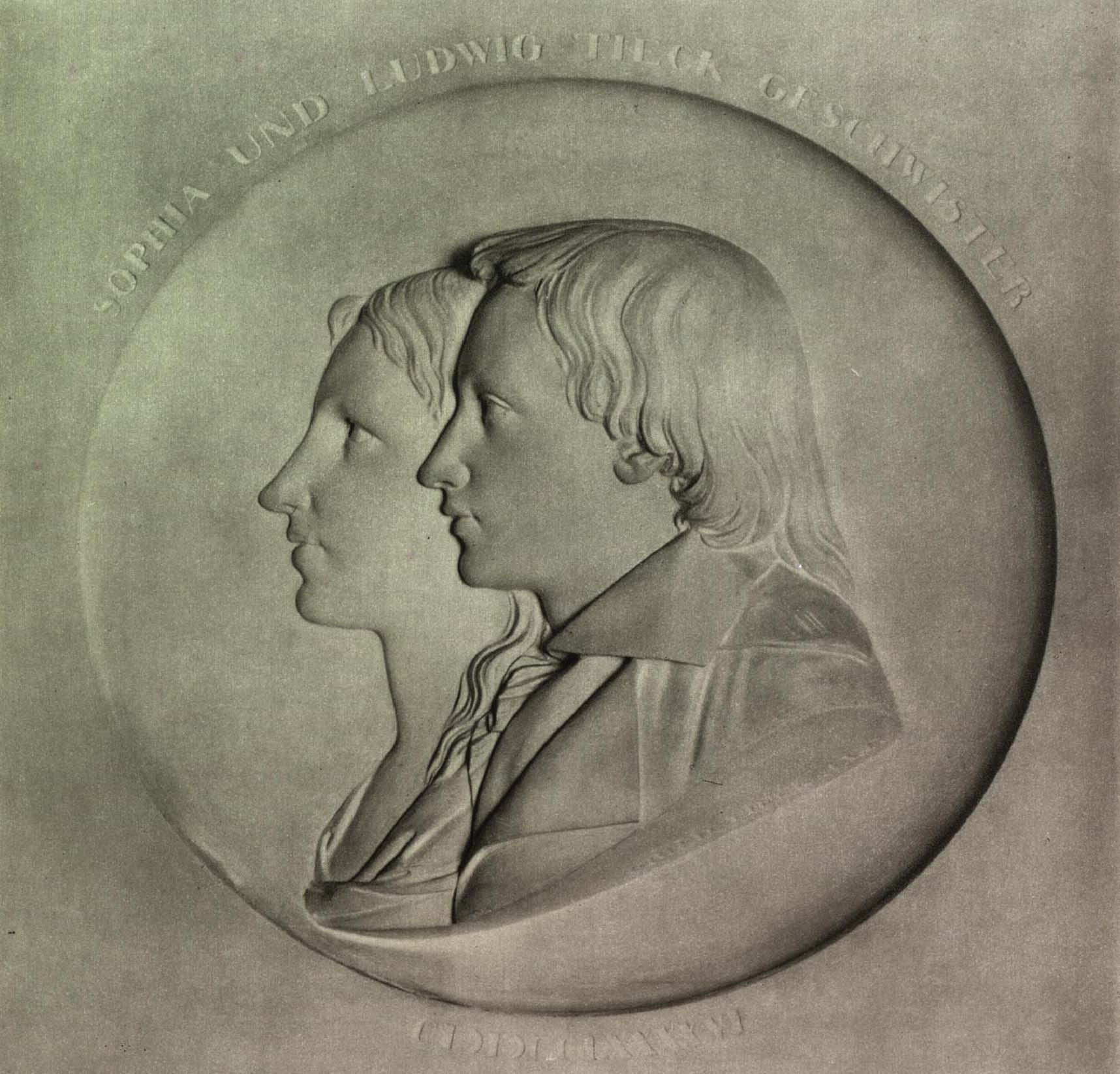
Людвиг Тик и его сестра София. 1796. Мрамор. Частное собрание